# 戚瑛鳴
戚瑛鳴是香港的電視及電影的編劇及編審，活躍於1980年代。

## 作品列表

### 電視劇
- 喜相逢（1980年，首播時獲聲寶牌冠名，以“聲寶喜相逢”的名稱播出）[1]
- 香港'81至'86系列
- 流氓皇帝
- 播音人
- 鬼咁夠運
- 打工貴族
- 我愛俏寃家
- 富貴超人（1990年）[2][3]
- 朝陽[4]
- 江湖浪子